# نومیتور

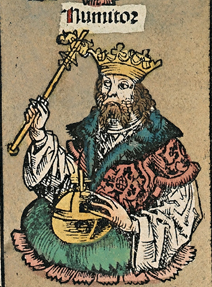
تصویر نومیتور در وقایع نگاری نورنبرگ.

نومیتور (انگلیسی: Numitor) در اسطوره‌شناسی روم پادشاه آلبا لونگا و پسر پروکا و پدر رئا سیلویا و برادر آمولیوس و البته پدربزرگ رومولوس، بنیانگذار پادشاهی روم، بود.

## افسانه
در ۷۹۴ ق. م، پروکا، پادشاه آلبا لونگا، درگذشت. او پیش‌تر وصیت کرده بود که پسر ارشدش نومیتور جانشینش گردد. همین‌طور نیز شد و نومیتور بر تخت نشست، لیکن پسر دیگرش، آمولیوس، بر وصیت پدر یا بر حق برادرِ بزرگ‌ترش حرمتی ننهاد و نومیتور را از تخت به زیر کشید و خود به شاهی نشست. او حتی برای آنکه تاج‌وتخت را از نوادگان نومیتور هم بگیرد، پسران او را کشت و دختر او، رئا سیلویا، را به‌بهانهٔ تکریم به سمت باکره وستال نصب کرد تا نتواند ازدواج کند و بچه‌دار شود. لیکن نقل است که ایزد مارس رئا سیلویا را حامله کرد و او هم رومولوس و رموس را زائید. پس آمولیوس فرمود رئا را زنجیر کرده طفلان را به تیبر بیندازند. لیکن مأمورانش وظیفهٔ خود را درست انجام ندادند و سبد حاوی طفلان را، با این فرض که آب به راحتی سبد را در خود غرق می‌کند، بر کنارهٔ رود تیبر نهادند و رفتند. این سبد کم‌کم به خشکی رسید و ماده‌گرگی موسوم‌به لوپا آن را یافت و طفلان را شیر داد. سپس چوپانی به‌نام فاوستولوس طفلان را یافت و برداشت و به کلبهٔ خویش برد و تحویل همسرش لارنتیا داد تا ایشان را بپرورد. پس چون طفلان بزرگ شدند، از اصل‌ونسب شاهانهٔ خویش اطلاع یافتند و نیروی کوچکی از چوپانان تشکیل دادند و عموی مادرشان، آمولیوس، را از تخت به‌زیر کشیدند و کشتند و پدربزرگشان نومیتور را به تاج‌وتخت آلبالونگا بازگرداندند. کمی بعد، رومولوس شهر روم و پادشاهی روم را بنیاد نهاد.